# Joseph Perumthottam

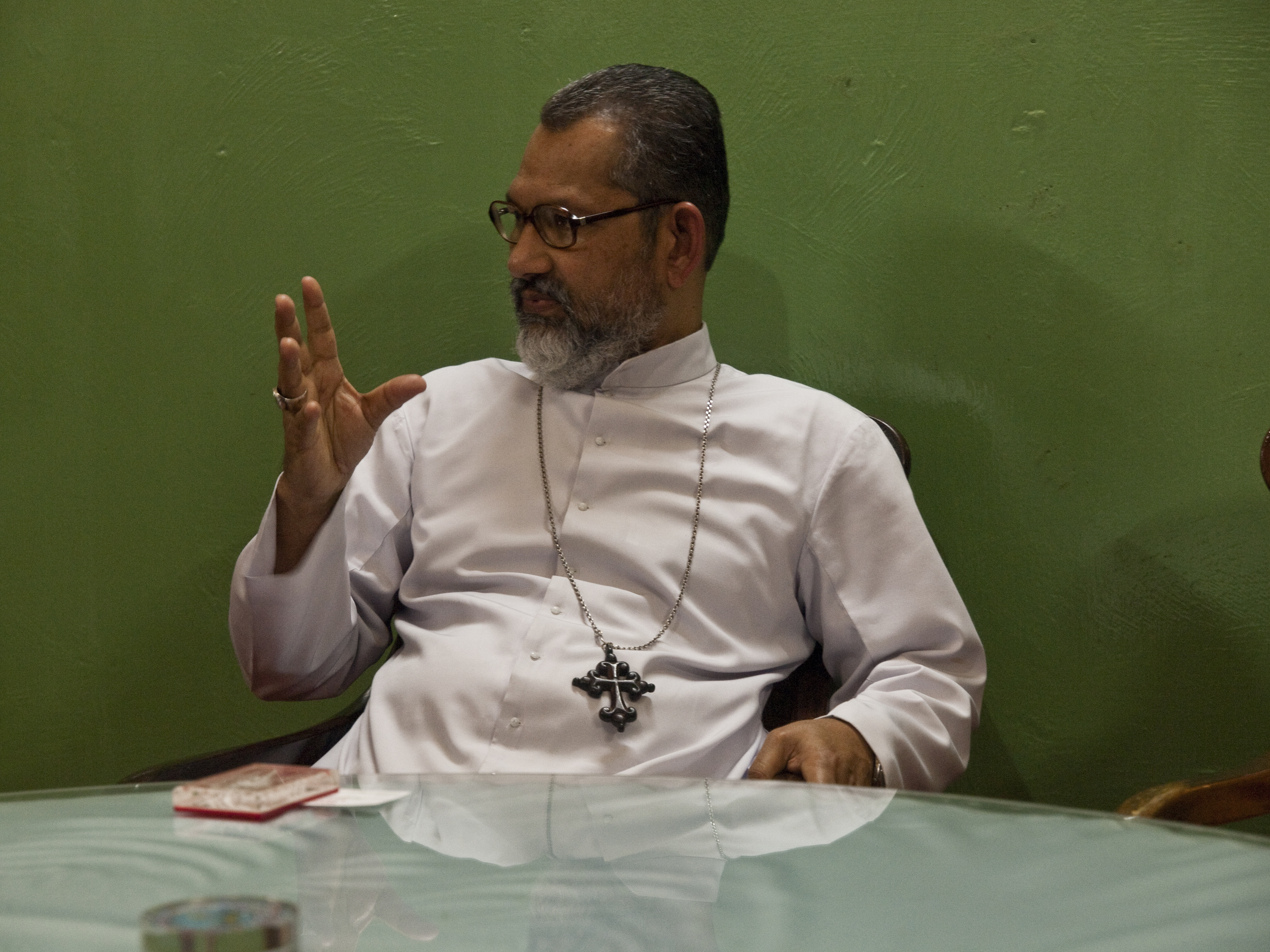
Erzbischof Joseph Perumthottam

Joseph Perumthottam (* 5. Juli 1948 in Punnathura, Indien) ist ein indischer Geistlicher und syro-malabarischer Erzbischof von Changanacherry.

## Leben
Joseph Perumthottam empfing am 18. Dezember 1974 das Sakrament der Priesterweihe für die Erzeparchie Changanacherry.
Am 24. April 2002 ernannte ihn Papst Johannes Paul II. zum Titularbischof von Thucca in Numidia und bestellte ihn zum Weihbischof in Changanacherry. Der Erzbischof von Changanacherry, Joseph Powathil, spendete ihm am 20. Mai desselben Jahres die Bischofsweihe; Mitkonsekratoren waren der Erzbischof von Tellicherry, George Valiamattam, und der Bischof von Palai, Joseph Pallikaparampil. Am 22. Januar 2007 ernannte ihn Papst Benedikt XVI. zum Erzbischof von Changanacherry.